# 澤弗科夫 (內華達州)
澤弗科夫（英語：Zephyr Cove）是位於美國內華達州道格拉斯縣的普查規定居民點。

## 歷史
澤弗科夫的郵局自1930年營運至今。

## 人口
根據2020年美國人口普查的數據，澤弗科夫的面積為5.81平方千米，當中陸地面積為5.50平方千米，而水域面積為0.31平方千米。當地共有人口679人，而人口密度為每平方千米116.87人。